# Lepidozia pendulina
Lepidozia pendulina là một loài rêu tản trong họ Lepidoziaceae. Loài này được (Hook. f.) Lindenb. miêu tả khoa học lần đầu tiên năm 1845.